# Christine Böhm
Christine Böhm (Vienne, le 19 février 1954 - Cerro di Laveno, 5 août 1979) est une actrice de nationalité autrichienne. Elle meurt à l'âge de 25 ans dans un accident de voiture à l'aube d'une carrière internationale.

## Biographie
Christine Böhm est la fille de l'acteur autrichien Maxi Böhm. Elle interprète de nombreux rôles dans des comédies jouées dans les théâtres de Vienne et retransmises par la chaîne de télévision autrichienne ORF. Elle joue également en 1974 dans un épisode d'Arsène Lupin, série télévisée française diffusée en Autriche, intitulé La dame au chapeau à plumes. Au cinéma, elle interprète notamment le rôle de la reine Marie-Antoinette dans le film japonais réalisé par Jacques Demy, Lady Oscar.
Elle trouve la mort dans un accident à Cerro di Laveno, près du lac Majeur, en Italie.

## Filmographie partielle
- 1972 : Vendredi sanguinaire (Blutiger Freitag) de Rolf Olsen : Heidi Hofbauer
- 1974 : Stolen Heaven (en) (Der gestohlene Himmel) de Theo Maria Werner : Barbara Brandner
- 1979 : Lady Oscar de Jacques Demy : Marie-Antoinette